# بولین (شخصیت)
بولین (انگلیسی: Bolin) یک شخصیت داستانی در مجموعهٔ پویانمایی تلویزیونی افسانه کورا از نیکلودئون است که از سال ۲۰۱۲ تا ۲۰۱۴ پخش شد. این شخصیت و سریال، دنباله‌ای برای آواتار: آخرین بادافزار، توسط مایکل دانته دی‌مارتینو و برایان کونیتزکو خلق شدند. صداپیشگی او بر عهده پی. جی. برن بود. بولین قادر است عنصر سنتی خاک را که به خاک‌افزاری معروف است، مهار کند. در فصل سوم مشخص شد که او همچنین قادر به ایجاد و کنترل گدازه است که یک توانایی فرعی بسیار نادر به نام مذاب‌افزاری است.